# Богачовка (Николаевская область)
Богачо́вка (укр. Багачівка) — село в Кривоозерском районе Николаевской области Украины.
Население по переписи 2001 года составляло 845 человек. Почтовый индекс — 55108. Телефонный код — 5133. Занимает площадь 1,755 км².

## Местный совет
55152, Николаевская обл., Кривоозерский р-н, с. Богачовка, ул. Горького, 21